# Sasina (Republika Serbska)
Sasina (cyr. Сасина) – wieś w Bośni i Hercegowinie, w Republice Serbskiej, w gminie Oštra Luka. W 2013 roku liczyła 2 mieszkańców.